# Hopper / Welles
Pour plus de détails, voir Fiche technique et Distribution.
Hopper / Welles est un film documentaire américain réalisé par Orson Welles sorti en 2020.

## Présentation
Le film a été tourné en 1970 au moment où Dennis Hopper travaillait sur son deuxième film, The Last Movie. Il décida un jour de se rendre à Los Angeles depuis le Nouveau-Mexique pour rencontrer Orson Welles.
Ce documentaire prend la forme d'une conversation entre deux personnalités importantes du cinéma américain. D'un côté Orson Welles, notamment connu pour son film Citizen Kane, et Dennis Hopper, alors en pleine notoriété après le succès de son film Easy Rider en 1969 qui confirmait le mouvement du Nouvel Hollywood. Ils abordent ensemble différents sujets, aussi bien sur le cinéma, que la politique et d'autres sujets personnels.
Initialement, cette conversation a été filmée par Welles dans le cadre de son projet De l'autre côté du vent, resté inachevé mais repris par Peter Bogdanovich en 2018. Orson Welles reste en hors-champs durant toute la durée du film, prenant parfois le rôle de Jake Hannaford, le personnage de son projet.

## Fiche technique
- Titre : Hopper / Welles
- Réalisation : Orson Welles
- Production : Jon Anderson, Jonathan Gardner, Wojciech Janio, Bob Murawski et Filip Jan Rymsza
- Photographie : Gary Graver
- Montage : Bob Murawski
- Son : Bob Dietz et Jussi Tegelman
- Sociétés de production : Royal Road Entertainment, Grindhouse Releasing et Fixafilm
- Pays d’origine : États-Unis et Pologne
- Langue originale : anglais
- Format : Noir et Blanc
- Genre : Film documentaire
- Durée : 130 minutes
- Dates de sortie : 
  - Première mondiale au Festival de Venise : 8 septembre 2020

## Distribution
- Dennis Hopper : lui-même
- Orson Welles :  lui-même
- Janice Pennington :  elle-même
- Glenn Jacobson : lui-même

## Sélections
- Festival de Venise 2020
- Festival international du film d'Athènes
- AFI Fest
- Festival international du film de Vienne
- Festival international du film de Busan
- Festival international du film de El Gouna
- Festival du Film américain de Wroclaw
- Festival Camerimage
- Festival Documenta Madrid
- Festival international du film de Vilnius
- Festival international du film de Hong-Kong
- Festival international du film de Rotterdam
- Festival international du film de Melbourne
- Festival du film de Jérusalem